# Letištní provozní zóna
Letištní provozní zóna, označovaná jako ATZ (angl. Aerodrome traffic zone, česky někdy nesprávně označovaná jako Zóna AFIS), je část vzdušného prostoru v těsném okolí neřízeného letiště. Slouží k ochraně letištního letového provozu.
Vertikálně sahá od zemského povrchu do výšky 4000 stop (1200 m nad mořem). Horizontální hranici tvoří kružnice o poloměru 3 námořní míle (5,5 km) se středem ve vztažném bodu letiště (anglicky aerodrome reference point; ARP).
Provoz v ATZ není řízen. V ATZ je pouze poskytována letištní letová informační služba (anglicky Aerodrome Flight Information Service; AFIS) nebo služba RÁDIO a pohotovostní služba. To v praxi znamená, že dispečer AFIS/OPI (Osoba poskytující informace) nemůže pilotovi vydat letové povolení, pouze mu předává užitečné informace (o provozu na letišti, meteorologické informace) a v krajním případě mu může vydat příkaz nebo zákaz. Pilot však rozhoduje sám a také na něm leží veškerá zodpovědnost.
Letadla vlétající do ATZ by měla navázat spojení se stanovištěm AFIS/RADIO. Měla by se vyhnout letištnímu okruhu nebo se do něj zařadit.